# مستشفى الرازي (كوخرد)
تقع  مستشفى الرازي  على جانب الشمالي من الشارع الرئيسي في شمال الشرقي من قرية كوخرد الواقعة في ناحية كوخرد التابعة لمدينة بستك وتقع في محافظة هرمزغان. أسست المستشفى على نفقة الحاج عبد القادر بن محمد عبد القادر الكوخردي.

## تأسيس
لقد تم تأسيس هذا المستشفى في عام 1996 للميلاد.
تم افتتاح المستشفى عام 2001، وهو يحوي ثلاثة أجنحة خاصة للرجال، وجناح للنساء وكذلك جناح للأطفال.
كذلك يحوي المستشفى الأقسام التالية:
- قسم المختبر
- قسم الصيدلة
- قسم السجلات الطبية والإحصاء
- قسم الأشعة.
- قسم النساء ومراقبة الحومل.
- وأقسام أخرى، بالأضافة إلى حديقة كبيرة تقع في الجهة الشمالية من السور المحيطة بالمستشفى.[3]
- أضيفة اليها حديثاً عيادة الأسنان.

## موقع مستشفى الرازي على غوغل ماب
- موقع مستشفى الرازي كوخرد على: Google Maps